# Ercole sfida Sansone
Ercole sfida Sansone (cu sensul de Hercule îl provoacă pe Samson) cunoscut în țările anglofone ca     Hercules, Samson and Ulysses este un film peplum italian din 1963 regizat de Pietro Francisci.

## Distribuție
- Kirk Morris: Hercule
- Iloosh Khoshabe: Samson
- Enzo Cerusico: Ulise
- Liana Orfei:  Delila
- Diletta D'Andrea: Leria
- Fulvia Franco:  Regina Ithaca
- Aldo Giuffrè: Seren
- Pietro Tordi: Azer

## Lansare
Filmul a fost lansat la 20 decembrie 1963 în Italia. A fost lansat în mai 1965 în Statele Unite.